# Igreja Congregacional Unida da África Austral
A Igreja Congregacional Unida da África Austral (em inglês: United Congregational Church of Southern Africa – UCCSA) é uma denominação protestante, de tradição reformada e governo congregacional, presente em cinco países da África Austral: África do Sul, Botsuana, Moçambique, Namíbia e Zimbábue. 
Fundada em 1967, a igreja reúne heranças missionárias da Sociedade Missionária de Londres (SML), da União Congregacional da África do Sul e da Conselho Americano de Comissários para Missões Estrangeiras (CACME).

## História
As origens da UCCSA remontam à chegada da Sociedade Missionária de Londres (SML) à Cidade do Cabo em 1799.
Missionários como Johannes van der Kemp e Robert Moffat expandiram a atuação da missão para áreas remotas, estabelecendo congregações em regiões que hoje correspondem à África do Sul, Namíbia, Botsuana e Zimbábue.
O Conselho Americano de Comissários para Missões Estrangeiras (CACME), dos EUA, por sua vez, iniciou suas atividades em Moçambique e Natal em 1835, a convite da SML. 
Em 1859, após a retirada da SML do Cabo, foi formada a União Congregacional da África do Sul, unindo igrejas congregacionais de língua inglesa. Em paralelo, desenvolveu-se também a Igreja Congregacional Bantu, composta por congregações africanas ligadas à CACME.
Em 1967, essas missões e denominações se uniram, na cidade de Durban, formando a atual Igreja Congregacional Unida da África Austral.
Posteriormente, a denominação também absorveu a Associação da África do Sul dos Discípulos de Cristo, em 1972.
Desde sua formação, a UCCSA expandiu-se de forma consolidada em cinco países. Na África do Sul, estabeleceu forte presença urbana e rural. Em Botsuana, a denominação possui mais de 50 congregações e continua ativa no campo educacional e social.
Em Moçambique, missionários congregacionais chegaram a Inhambane na década de 1880, com a UCCSA organizando-se no país após a independência, atuando hoje nas províncias de Inhambane, Gaza e Maputo. No Zimbábue, onde a SML havia plantado várias igrejas, a UCCSA manteve seu trabalho, atuando também no campo educacional e na promoção da justiça social.
Em Namíbia, a igreja se estabeleceu inicialmente entre populações como os hererós e damaras, com o Sínodo nacional sendo organizado em 1982.
Sendo assim, até 1990, a denominação já tinha um sínodo nacional em cada um dos seguintes países: África do Sul, Botsuana, Moçambique, Namíbia e Zimbábue.
Em 1996, segundo o Censo da África do Sul, havia 429.868 congregacionais no país. 
Em 2001, outro Censo relatou haver 508.825. Desde então, nenhum outro Censo relatou o número de membros de cada denominação no país.
Em 2022, a denominação votou por iniciar o processo de adesão da Igreja Evangélica Congregacional em Angola (IECA) como um sínodo nacional e aprovou iniciar missões no Malawi. Todavia, a IECA não concluiu o processo de adesão.
Em 2024, segundo estatísticas da própria denominação, tinha cerca de 1,5 milhões de membros, em mais de 1.000 congregações, em 7 países.

## Educação e ação social
Historicamente, a UCCSA e suas igrejas predecessoras estiveram envolvidas com a educação e a saúde, sendo fundadoras de escolas, internatos e hospitais, especialmente antes das políticas segregacionistas de educação na África do Sul. Um exemplo duradouro é o Inanda Seminary, escola para meninas fundada em 1869 e ainda ativa.
A igreja também se envolveu fortemente na luta contra o apartheid e na promoção da reconciliação pós-independência nos diferentes países onde atua.

## Doutrina e estrutura
A UCCSA adota uma eclesiologia de tipo congregacional, na qual cada igreja local é autônoma em seus assuntos internos, embora todas estejam ligadas por meio de uma estrutura cooperativa de sínodos regionais e assembleias nacionais. Sua teologia é de orientação reformada, centrada na autoridade das Escrituras e no sacerdócio de todos os crentes.
A denominação permite a ordenação de mulheres desde 1934.
Em 25 de outubro de 2018, a denominação passou a celebrar o casamento entre pessoas do mesmo sexo.
A Assembleia Geral da UCCSA se reúne a cada dois anos e conta com representantes de todos os cinco países membros.

## Ecumenismo
A denominação participa de diversos organismos ecumênicos, incluindo o Conselho Mundial de Igrejas, a Comunhão Mundial das Igrejas Reformadas , Conselho Para Missão Mundial, Conselho Consultivo Ecumênico dos Discípulos e Fraternidade Congregacional Internacional.